# Лендеры (станция)
Ле́ндеры (карел. Lendiera) — станция (тип населённого пункта) в составе Лендерского сельского поселения Муезерского района Республики Карелия Российской Федерации. Находится при одноимённой железнодорожной станции Петрозаводского региона Октябрьской железной дороги.

## История
Станция сдана в эксплуатацию 1 ноября 1960 года в составе первой очереди Западно-Карельской магистрали

## Население
| 2002 | 2009 | 2010 | 2013 |
| ---- | ---- | ---- | ---- |
| 55   | ↘39  | ↗70  | ↘47  |

## Инфраструктура

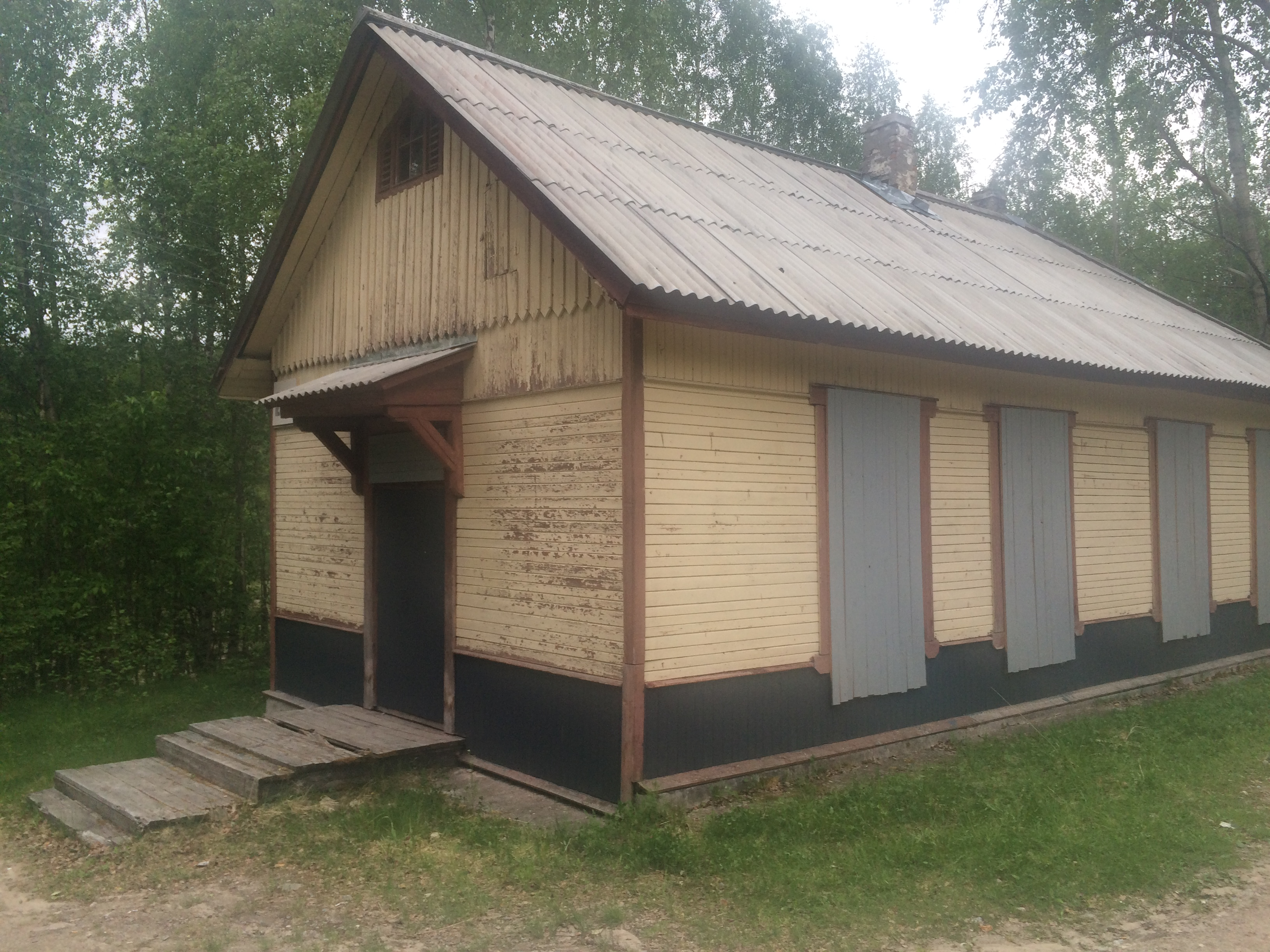
станция Лендеры

Путевое хозяйство ветки Брусничная — Лендеры, ответвляющейся от линии Суоярви I — Ледмозеро. Действует конечная (тупиковая) станция Лендеры. Здание вокзала закрыто, билетная касса не работает.

## Транспорт
Железнодорожное сообщение осуществляется двумя парами пригородных поездов по вторникам и четвергам.
Рядом с посёлком проходит грунтовая дорога 86К-174 (Реболы — Лендеры — госграница).
По состоянию на декабрь 2019 года автобусное сообщение с населённым пунктом отсутствует.

Станция Лендеры
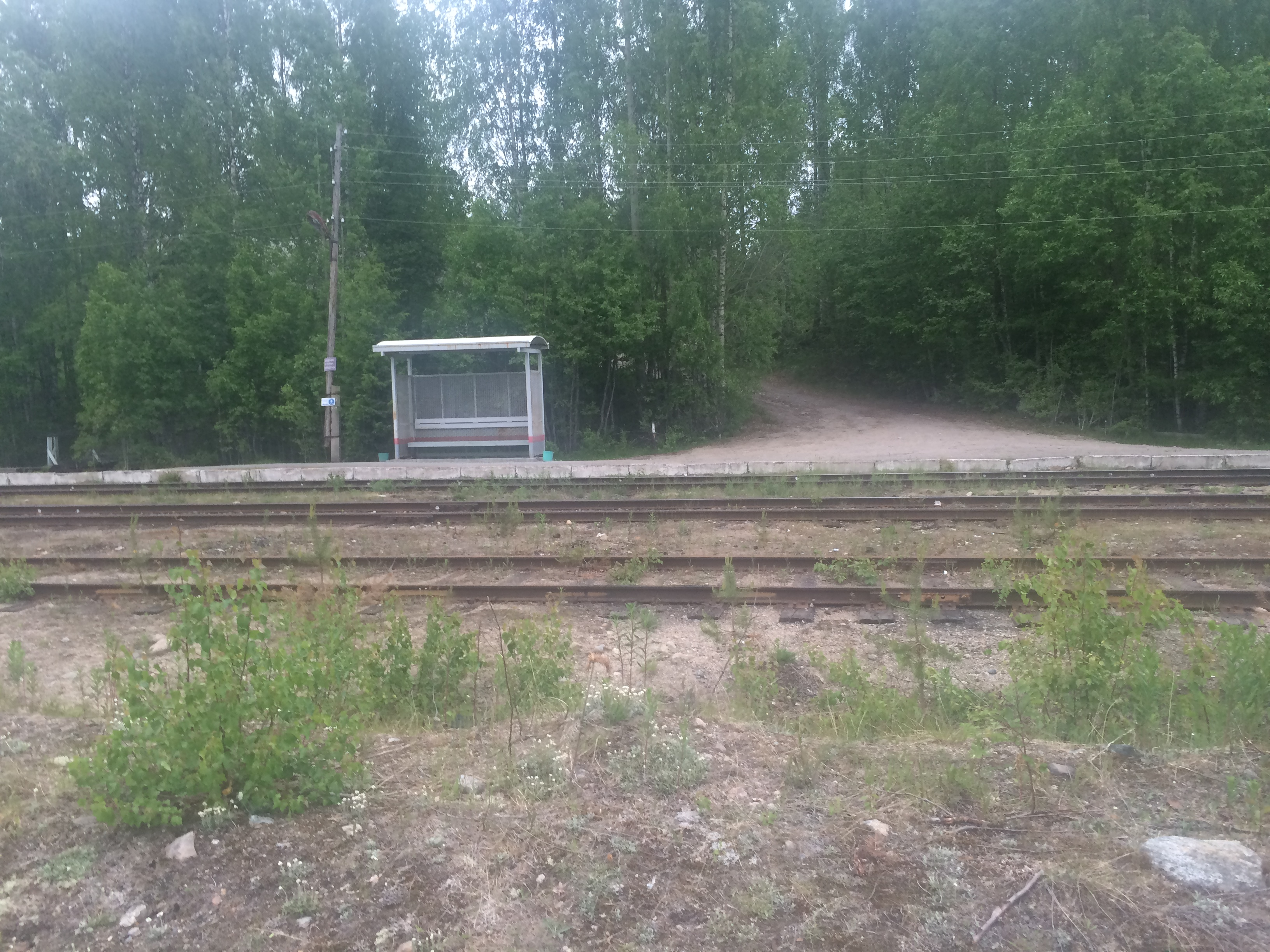
Пассажирский павильон. Видна асфальтированная подъездная дорога.